# Contea di Moody
La contea di Moody (in inglese Moody County) è una contea dello Stato del Dakota del Sud, negli Stati Uniti. La popolazione al censimento del 2000 era di 6 595 abitanti. Il capoluogo di contea è Flandreau.